# Crassiphycus
Crassiphycus, rod crvenih algi iz porodice Gracilariaceae, dio je tribusa Gracilarieae. Postoji 11 priznatih vrsta koje su se nekada vodile pod rodom Crassa. Tipična je morska vrsta C. corneus Gurgel, J.N.Norris & Fredericq, 2018

## Vrste
1. Crassiphycus birdiae (E.Plastino & E.C.Oliveira) Gurgel, J.N.Norris & Fredericq
2. Crassiphycus caudatus (J.Agardh) Gurgel, J.N.Norris & Fredericq
3. Crassiphycus changii (B.-M.Xia & I.A.Abbott) Gurgel, J.N.Norris & Fredericq
4. Crassiphycus corneus (J.Agardh) Gurgel, J.N.Norris & Fredericq - tip
5. Crassiphycus crassissimus (P.Crouan & H.Crouan) Gurgel, J.N.Norris & Fredericq
6. Crassiphycus firmus (C.F.Chang & B.-M.Xia) Gurgel, J.N.Norris & Fredericq
7. Crassiphycus proliferus (Harvey) Gurgel, J.N.Norris & Fredericq
8. Crassiphycus punctatus (Okamura) Gurgel, J.N.Norris & Fredericq
9. Crassiphycus secundatus (Harvey) Gurgel, J.N.Norris & Fredericq
10. Crassiphycus secundus (Gurgel & Fredericq) Gurgel, J.N.Norris & Fredericq
11. Crassiphycus usneoides (C.Agardh) Gurgel, J.N.Norris & Fredericq